# 양산 통도사 팔금강도
양산 통도사 팔금강도(梁山 通度寺 八金剛圖)는 대한민국 통도사성보박물관에 있는 조선시대의 탱화이다. 
1990년 12월 20일 경상남도의 유형문화재 제278호 통도사 팔금강도로 지정되었다가, 2018년 12월 20일 현재의 명칭으로 변경되었다.

## 갤러리

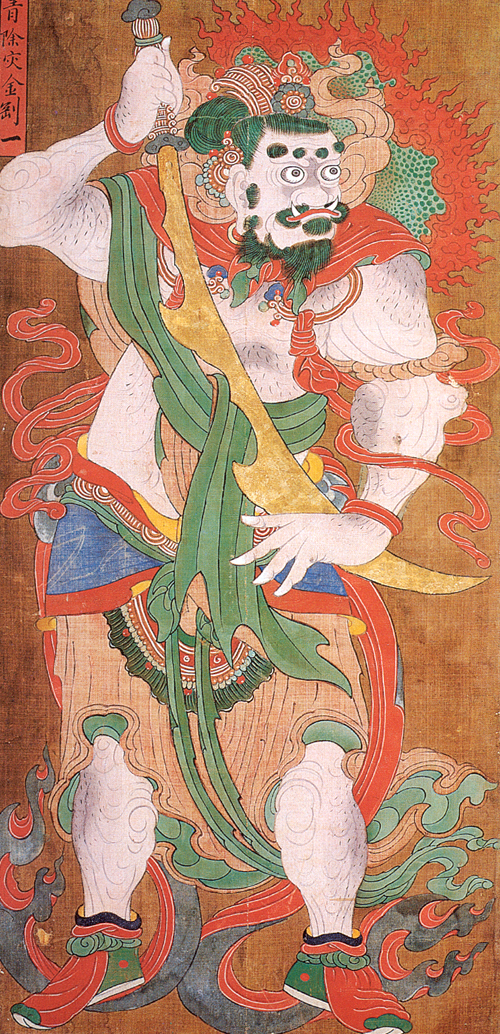
청제제금강
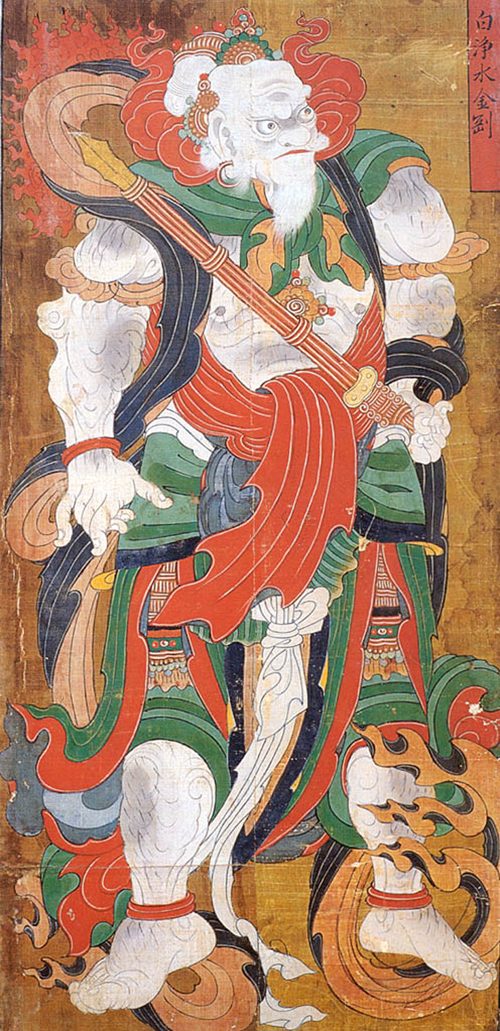
백정수금강
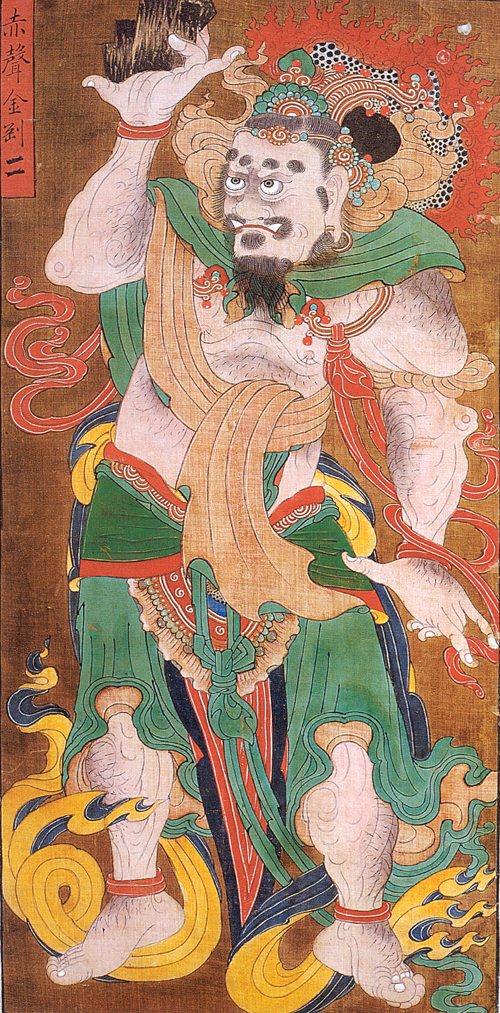
적성금강
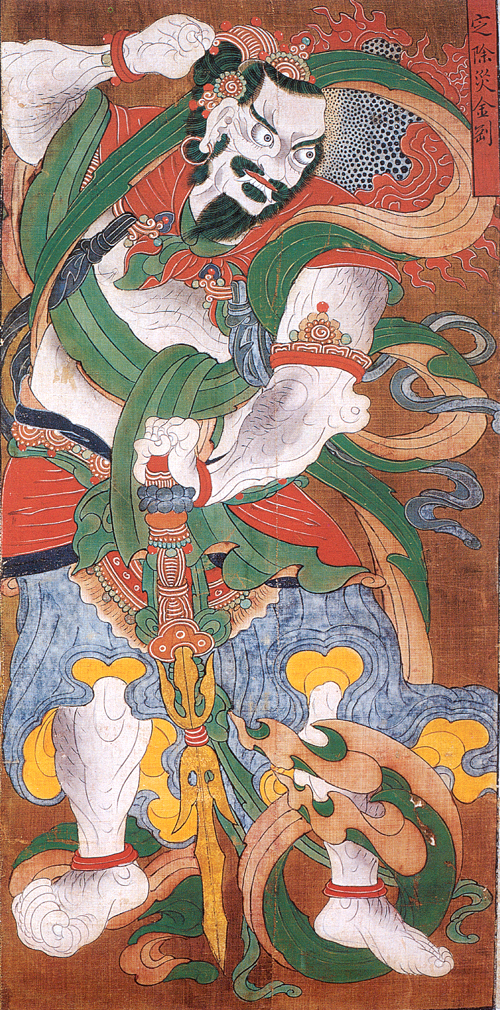
정제재금강
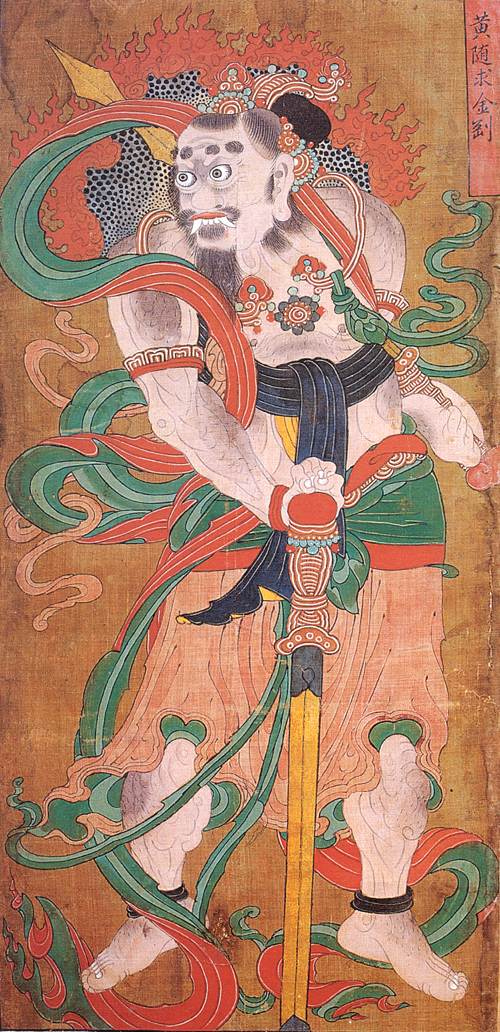
황수구금강
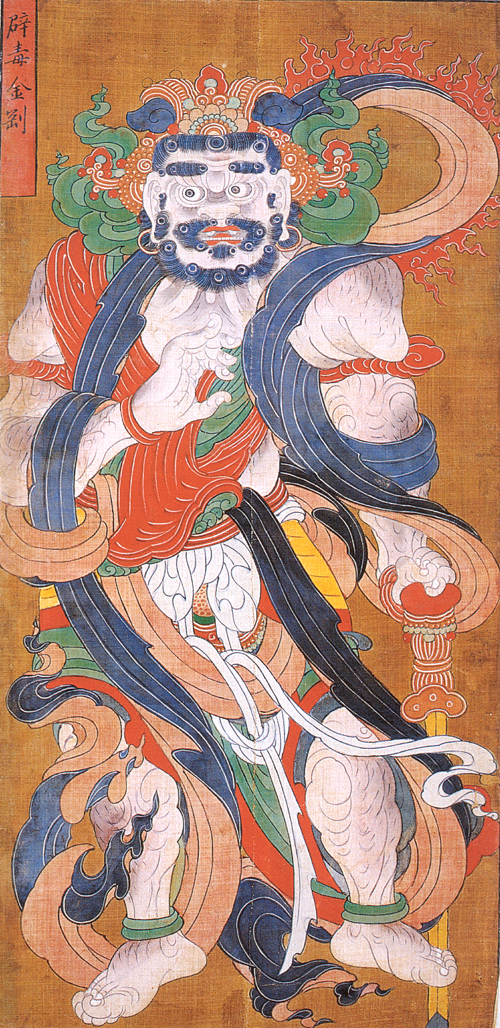
벽독금강
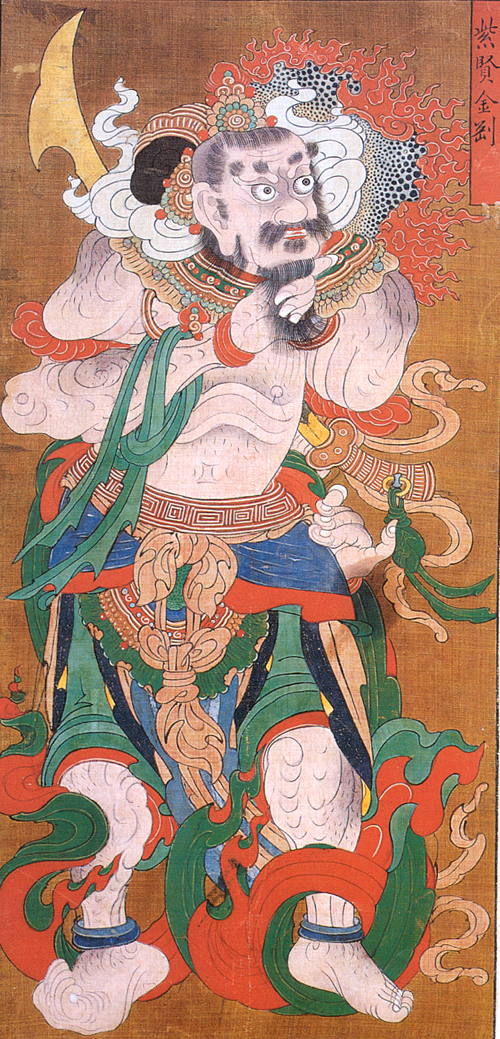
자현금강
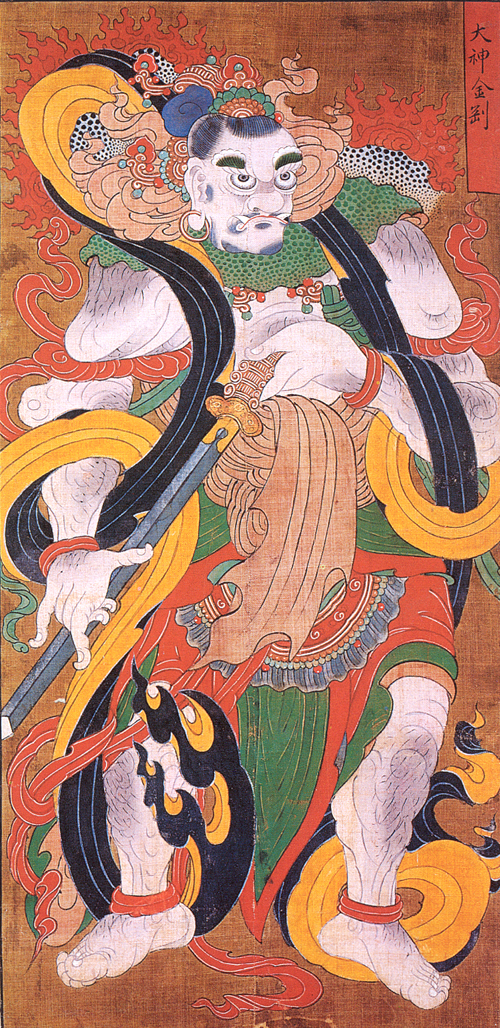
대신금강

## 같이 보기
- 금강역사
- 통도사

## 참고 자료
- 양산 통도사 팔금강도 - 국가유산청 국가유산포털